# رالف غرانفيل
رالف غرانفيل (بالإنجليزية: Ralph Granville)‏ (23 أبريل 1931 بغلاسكو في المملكة المتحدة - ) هو لاعب كرة قدم بريطاني في مركز نصف الجناح. لعب مع نوتينغهام فورست ونادي كلايد ونادي غيتزهد.